# 普卡普卡約克山
14°12′39″S 69°45′20″W / 14.21083°S 69.75556°W
普卡普卡約克山（Puka Pukayuq），是秘魯的山峰，位於該國東南部普諾大區，由桑迪亞省的林巴尼區負責管轄，屬於安地斯山脈的一部分，海拔高度4,800米。